# 德干尼人

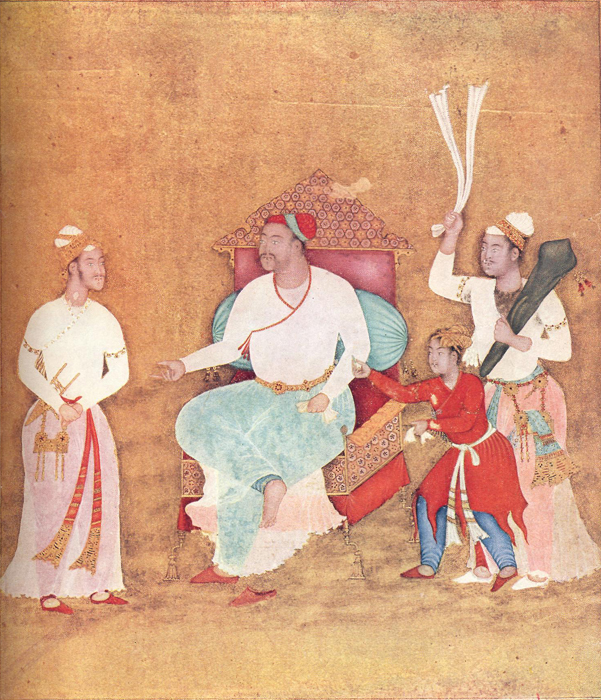
德干尼人

德干尼人，是生活在印度中南部德干高原的烏爾都語穆斯林，人口約2300000人。
德干尼人的形成源於1327年德里蘇丹穆罕默德·賓·圖格魯克把首都由德里遷至道拉塔巴德，講烏爾都語的居民被遷至德干，導致了一個新的烏爾都語種的出現，即德干尼語。二十年后这些穆斯林摆脱了德里的控制并建立巴赫曼尼蘇丹國，這是德干地區第一個獨立的穆斯林王國。巴赫曼尼蘇丹國在15世纪末分裂之後，继承它的四个德干蘇丹國（艾哈迈德讷格尔，贝拉尔，比贾布尔，戈尔康达）统治時期標誌著德干文化的黃金時代，特別是在藝術，語言和建築領域。
德干尼人是特倫甘納邦，安得拉邦和卡納塔克邦的第二大族裔，在海德拉巴和奧蘭加巴德的舊城中佔多數。在英屬印度分裂和海德拉巴被吞併之後，大批散居國外的德干尼人以外社區形成，特別是在巴基斯坦，在那裡，他們構成了穆哈吉爾人的重要組成部分。
他們可進一步分為不同的群體，最著名的是海得拉巴迪人（來自海得拉巴），邁索里人（來自邁索爾邦）和馬德拉西斯人（來自馬德拉斯邦）。
他們主要信仰伊斯蘭教遜尼派蘇非派，少數信仰什葉派伊斯玛仪派。